# Cabernet sauvignon
Cabernet sauvignon (kabɛʁnɛ soviˈɲɔ̃) – jedna z najbardziej uznanych odmian winorośli właściwej na czerwone wino. Uprawiana niemal w każdym większym państwie winiarskim, w krajach o zróżnicowanym klimacie: od winnic kanadyjskiej Okanagan Valley aż po libańską dolinę Beqaa. Cabernet sauvignon światową popularność zyskał dzięki swojej roli w winach z regionu Bordeaux, w których jest mieszany z merlotem i cabernet franc. Z Francji odmiana rozpowszechniła się w innych krajach europejskich, a później Nowego Świata, m.in. w Kalifornii, Nowej Zelandii, Australii i Chile. Przez większość XX wieku cabernet sauvignon był najczęściej sadzoną szlachetną odmianą o ciemnej skórce, lecz w latach 90. szczep ustąpił pola merlotowi.
Pomimo swojego znaczenia, odmiana jest stosunkowo młoda i jest naturalnym mieszańcem odmian cabernet franc i sauvignon blanc, powstałym w XVII wieku w południowo-wschodniej Francji. Popularność jest tłumaczona łatwością uprawy: jagody mają grube skórki, a krzewy są odporne, z natury nisko wydajne, pączkujące późno, co ogranicza ryzyko związane z wiosennymi przymrozkami. Do sukcesu mogła przyczynić się także przewidywalność – wina z odmiany niezmiennie wykazują strukturę i smaki charakterystyczne dla odmiany. Znajomość odmiany i łatwość wymowy sprzyjała sprzedaży win produkowanych z cabernet sauvignon, nawet jeśli były wytwarzane w mało znanych regionach. Krytycy zarzucają odmianie rolę „kolonizatora”, który wypiera z regionów winiarskich tradycyjne odmiany.
Typowym profilem wina cabernet sauvignon jest napój o pełnej strukturze, z wysoką zawartością garbników i zauważalną kwasowością, która sprzyja długowieczności win. Krzewy cabernet sauvignon uprawiane w chłodniejszym klimacie dają wina, które poza nutami czarnej porzeczki mogą kojarzyć się z zieloną papryką, miętą i cedrem w miarę dojrzewania wina. W cieplejszym klimacie do nut czarnej porzeczki dołączają wiśnie i czarne oliwki, a w gorącym - aromat przejrzałych owoców, niemal marmoladowy. W niektórych regionach Australii, zwłaszcza w Coonawarra cabernet sauvignon nabiera charakterystycznych aromatów eukaliptusa i olejku miętowego.

## Historia i pochodzenie

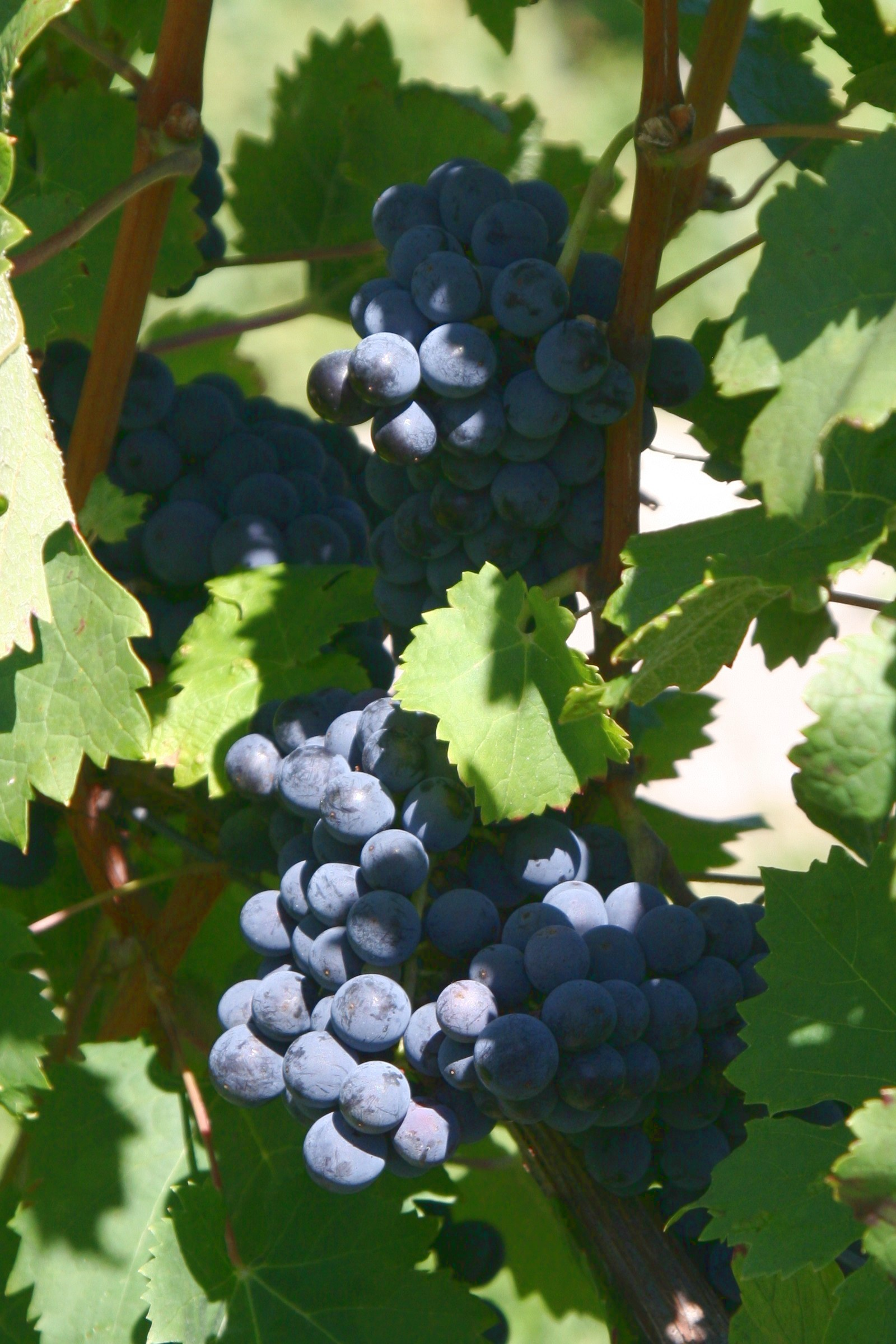
Cabernet franc

Przez wiele lat pochodzenie szczepu cabernet sauvignon nie było dobrze znane i narosło wokół niego wiele mitów i przypuszczeń. Słowo sauvignon prawdopodobnie pochodzi od francuskiego sauvage, czyli dziki i odnosi się do dzikiej winorośli właściwej, pochodzenia francuskiego. Do niedawna uważano, że cabernet sauvignon cieszy się starożytnym pochodzeniem, być może nawet jest starożytną bituricą, odmianą służącą do produkcji wina w Rzymie i opisywaną przez Pliniusza Starszego. Świadectwem tych przekonań są nazwy używane w XVIII wieku: petite vidure i bidure, ewidentnie nawiązujące do bituriki. Istnieje teoria, że vidure mogło się także odnosić do twardego drewna (po francusku: vigne dure) krzewów, co wskazywałoby także na pokrewieństwo z odmianą carménère, znaną także jako grand vidure. Jeszcze inna teoria sugerowała pochodzenie z hiszpańskiego regionu Rioja.
Nie wiadomo, w którym okresie nazwa cabernet sauvignon wyparła petite vidure. Zapiski wskazują, że szczep był powszechnie sadzony w XVIII wieku w regionie Médoc. Pierwszymi posiadłościami, w których zdecydowano się na cabernet sauvignon były Château Mouton i Château d’Armailhac w Pauillac (i całkiem prawdopodobne, że z nich trafiły do innych châteaux).
Dywagacje nad pochodzeniem odmiany zakończyły się w 1996 wraz z badaniami z użyciem markerów DNA, prowadzonymi przez zespół dr Carole Meredith na University of California w Davis. Badania potwierdziły, że odmianami rodzicielskimi cabernet sauvignon były cabernet franc i sauvignon blanc, a do krzyżowania doszło najprawdopodobniej przypadkowo w XVII wieku. Przedtem hipotezy były oparte na podobieństwie nazw, wachlarzu aromatów podobnym do cabernet franc i trawiastości typowej dla sauvignon blanc.

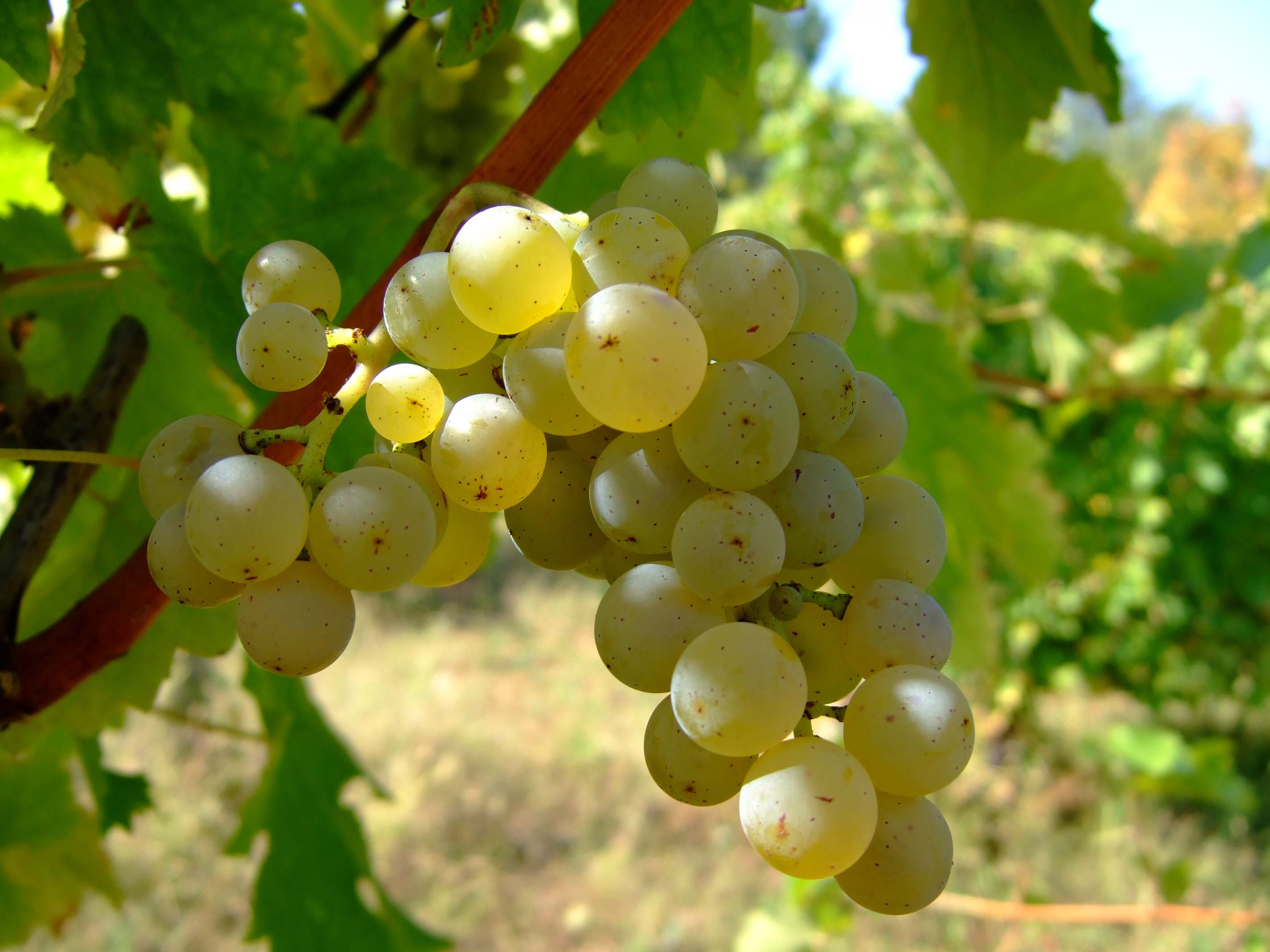
Sauvignon blanc

### Cabernet sauvignon jako odmiana rodzicielska oraz white cabernet
Odmiana mutuje rzadziej niż np. pinot noir i nie jest tak popularna w procesie hodowli nowych odmian. W 1961 we Francji ze skrzyżowania cabernet sauvignon i grenache uzyskano szczep marselan. Cygne blanc jest uzyskanym z siewu wariantem cabernet sauvignon o jasnych gronach, zauważonym w 1989 w ogrodzie w Swan Valley w Australii Zachodniej. Cabernet blanc jest krzyżówką cabernet sauvignon i nieustalonej odmiany hybrydowej, odkrytą pod koniec XX wieku w Szwajcarii.
W 1977 w winnicach Cleggett Wines w Australii natrafiono na krzew rodzący „brązowe” grona. Mutant był dalej hodowany i odmiana została zarejestrowana jako malian. Produkuje się z niej bladoczerwone wina. W 1991 jeden z „brązowych” krzewów zaczął rodzić owoce o jasnej skórce, a mutant został zarejestrowany pod nazwą shalistin. Malian zawiera barwniki antocyjanowe w epidermie, ale w odróżnieniu od rodzica nie zawiera ich w komórkach subepidermalnych. Shalistin nie ma antocyjanów w obu warstwach. Zespół, który rozpoznał geny VvMYBA1 i VvMYBA2, odpowiedzialne za kolor winogron wysnuł hipotezę, że w komórkach subepidermalnych odmiany malian nie występuje gen decydujący o produkcji antocyjanów, a komórki subepidermalne wyparły później epidermalne i tak powstał shalistin.
Pomiędzy 1924 a 1930 pyłkiem cabernet sauvignon zapylano kwiaty odmiany glera (szczep o jasnej skórce używany do wyrobu musującego prosecco) i w ten sposób powstała odmiana incrocio manzoni 2.15. Hodowca początkowo chciał użyć sauvignon blanc zamiast cabernet sauvignon i uzyskać odmianę o jasnej skórce.
W 1983 ze skrzyżowania cabernet sauvignon z niemiecką odmianą bronner powstał szczep o jasnej skórce souvignier gris.

## Charakterystyka uprawowa

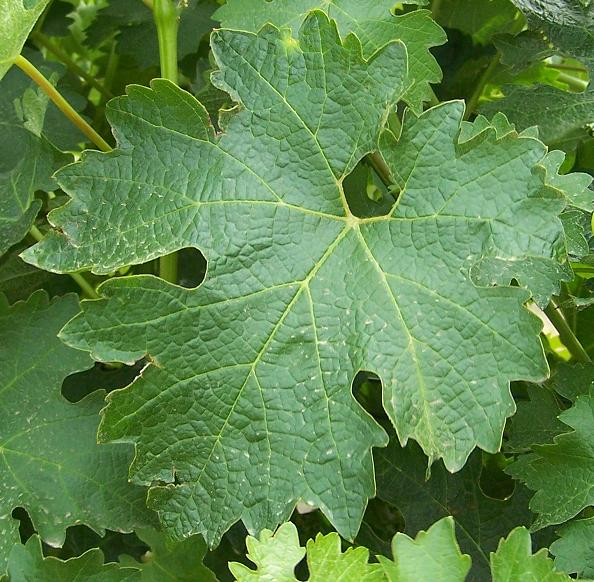
Liść cabernet sauvignon. W chłodniejszym klimacie winorośl tworzy więcej liści, by zyskać światło potrzebne do fotosyntezy, kosztem owoców. Winogrodnicy muszą w takich warunkach silniej przerzedzać listowie i przycinać pędy

Cabernet sauvignon może być uprawiany w różnych klimatach, ale przydatność do produkcji wina jednoodmianowego lub wykorzystania w kupażu zależy od klimatu. Spośród ważnych odmian cabernet sauvignon pod względem wypuszczania pędów i dojrzewania jest jedną z ostatnich i plasuje się 1-2 tygodnie za merlotem i cabernet franc. Warunki w okresie wegetacyjnym wpływają na okres zbiorów. W przypadku wielu regionów winiarskich w Kalifornii dostępność słońca pozwala na pełne dojrzenie owoców, a przez to możliwość produkcji wina jednoodmianowego. W regionach o mniej stabilnej pogodzie, jak np. Bordeaux winiarze decydują się na zbiór nieco wcześniej niż przypadłby najlepszy termin, a sam cabernet sauvignon jest mieszany z innymi odmianami, które kryją niedoskonałości. W niektórych regionach warunki pogodowe są ważniejsze niż gleba. Zbyt chłodny klimat sprzyja nabraniu nut trawiastych i zielonej papryki, typowych dla nie w pełni dojrzałych winogron. Nadmiar ciepła i przejrzenie owoców powoduje, że wino może nabrać smaku gotowanych lub podsmażanych czarnych porzeczek.
Krzewy cabernet rosną na różnorodnych glebach, co sprawia, że winogrodnicy nie zwracają nadmiernej uwagi na podłoże, szczególnie w państwach Nowego Świata. W Bordeaux gleba, element terroir tradycyjnie wpływała na wybór odmiany sadzonej na danym obszarze. Merlot najlepiej rósł w gliniastych i wapiennych glebach, typowych dla prawego brzegu estuarium Żyrondy, cabernet sauvignon lepiej sobie radził w żwirowo-kamienistym regionie Médoc na lewym brzegu (franc. rive gauche). Zaletą gleb żwirowych było dobre odprowadzanie wody i gromadzenie ciepła w kamyczkach, oddawanego później krzewom. Krzewy na glebach gliniastych dojrzewają później. W regionach o ciepłym klimacie, chętniej wybiera się glebę stosunkowo jałową, co pozwala na utrzymanie niskich zbiorów. W regionach Oakville AVA i Rutherford AVA, gleba jest aluwialna i pylista, przez co do win przylgnęła wzmianka o nucie „pyłu Rutherford” (Rutherford Dust). W południowoaustralijskim regionie Coonawarra cabernet sauvignon uprawiany na miejscowej terra rossa smakuje zupełnie inaczej niż uprawiany na innym podłożu, do tego stopnia, że obszar występowania czerwonej gleby bywa uznawany za granicę regionu winiarskiego.
Na jakość i wachlarz aromatów w winie z cabernet sauvignon ma wpływ także plenność. Odmiana owocuje obficie, szczególnie gdy jest szczepiona na bujnie rosnącej podkładce S04. Nadmierna wydajność przekłada się na mniej skoncentrowane i bardziej neutralne wino, z aromatami trawiastymi. W latach 70. XX wieku wyhodowano klon cabernet sauvignon odporny na wirusy, który okazał się na tyle plenny, że niektórzy winiarze doceniający jakość zdecydowali się pod koniec XX wieku zastąpić krzewy innymi klonami. W celu ograniczenia zbiorów winogrodnicy mogą używać wolno rosnących podkładek oraz obcinać nadmiar liści i część gron w momencie gdy zaczynają nabierać koloru (veraison).
Cabernet sauvignon jest odporny na większość chorób winorośli, z wyjątkiem mączniaka prawdziwego i eutypy (Eutypella scoparia i Eutypa lata).

### „Smak zielonej papryki”

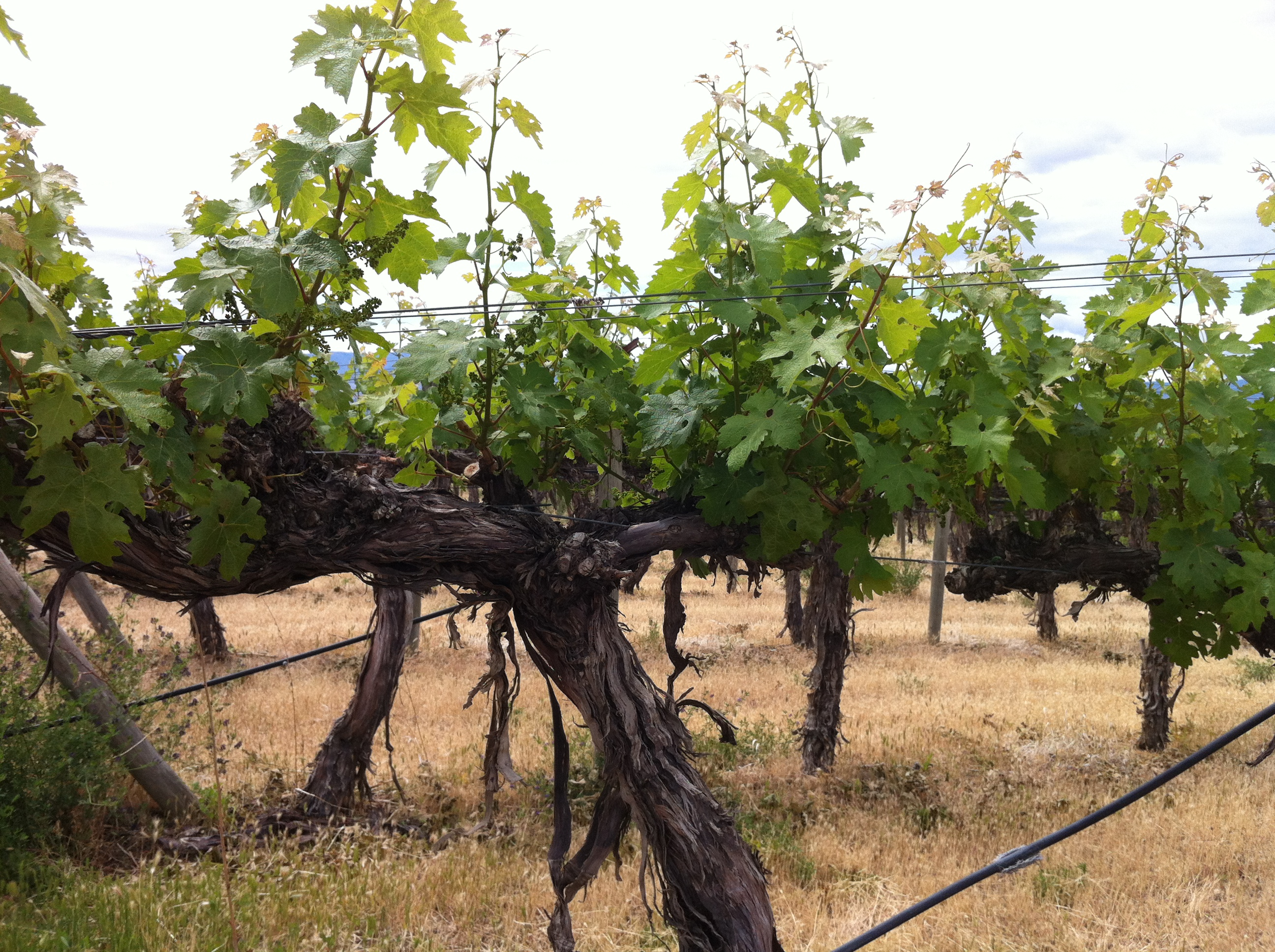
Jedna ze starszych winnic obsadzonych cabernet sauvignon w stanie Waszyngton (z 1973 roku)

Istnieje kilka nut w cabernet sauvignon ściśle związanych ze sposobem uprawy i warunkami klimatycznymi. Najbardziej znany jest aromat trawiasty bądź zielonej papryki, za który odpowiedzialne są pirazyny, występujące przede wszystkim w niedojrzałych owocach. Pirazyny występują we wszystkich gronach cabernet sauvignon, lecz niszczy je światło słoneczne podczas procesu dojrzewania. Ludzkie podniebienie wychwytuje te związki w winie nawet w ilości 2 ng na litr. Podczas przebarwiania skórek, na początku procesu dojrzewania poziom pirazyn w owocach osiąga równowartość 30 ng/l wina. W chłodniejszych klimatach uzyskanie owoców tak dojrzałych, by te związki aromatyczne nie były wyczuwalne jest trudne. Aromat nie jest uznawany za wadę wina, lecz może być niepożądany przez niektórych konsumentów. Wina z regionu Monterey w Kalifornii cechowały się wyraźnym aromatem zielonej papryki, dzięki któremu otrzymały przydomek „warzywek z Monterey” (ang. Monterey veggies). Dojrzewaniu owoców w tym regionie nie sprzyjają także silne wiatry.
Innymi smakami kojarzonymi z cabernet sauvignon są mięta i eukaliptus. Aromat miętowy jest często kojarzony z regionami winiarskimi na tyle ciepłymi, by poziom pirazyny był niski, ale ciągle należącymi do chłodniejszej strefy, jak np. australijska Coonawarra i niektóre obszary w stanie Waszyngton. Podejrzewa się, że na nuty miętowe może mieć wpływ gleba, gdyż ten aromat cechuje niektóre wina z Paulliac, ale nie sąsiedniego Margaux. !!Resinous!! nuty eukaliptusa są wyczuwalne w winach z regionów, w których rosną również drzewa eukaliptusowe (Dolina Napa, Sonoma, część Australii), ale brakuje dowodów na związek pomiędzy sąsiedztwem gajów eukaliptusowych i smakiem w winie

## Produkcja wina

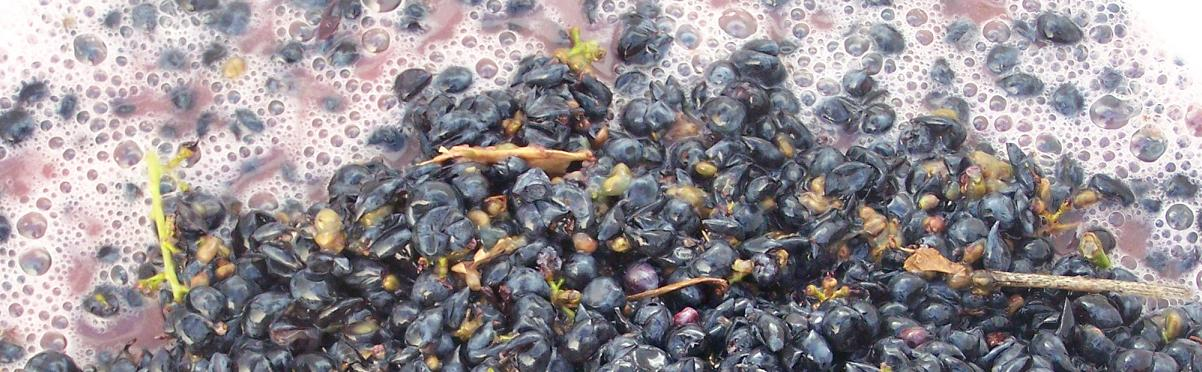
Podczas maceracji kolor, smak i garbniki przechodzą ze skórek do moszczu. Obecność szypułek i nasion zwiększa zawartość tanin w winie

Pod wieloma względami cabernet sauvignon jest w stanie oddać oczekiwania winiarza bez utraty charakterystycznych cech odmiany. Największy wpływ ma użycie dębiny podczas wytwarzania wina. Z reguły jedną z pierwszych decyzji na etapie produkcji jest wybór pomiędzy winem jednoszczepowym a kupażem kilku odmian. „Mieszanka bordoska” - cabernet sauvignon, merlot, cabernet franc, z ewentualnym dodatkiem szczepów malbec, petit verdot i carménère jest klasycznym przykładem kupażu z użyciem cabernet sauvignon. W Stanach Zjednoczonych jest naśladowany w winach z opisem „Meritage”. Cabernet sauvignon może być mieszany z wachlarzem innych odmian, np. syrah (shiraz), tempranillo i sangiovese. Po decyzji o kompozycji wina następuje decyzja co do momentu kupażowania: przed, podczas czy po fermentacji. Ze względu na różnice w procesie fermentacji pomiędzy różnymi odmianami, wielu winiarzy fermentuje i pozostawia do dojrzewania moszcz osobno, a mieszanie jest przeprowadzane dopiero przed butelkowaniem.
Jagody cabernet sauvignon są bardzo małe, z grubą skórką. Proporcja nasion do miąższu i skórek jest wysoka - 1:12. W konsekwencji wysoka zawartość fenolowych związków aromatycznych i garbników ma duży wpływ na strukturę i smak wina, zwłaszcza gdy moszcz jest w długim kontakcie ze skórkami przed fermentacją. W regionie winiarskim Bordeaux grona były macerowane tradycyjnie przez trzy tygodnie, a pracownicy winiarni w tym okresie wyjeżdżali na polowania. Efektem tak długiej maceracji są pełne tanin i smaku wina, potrzebujące wieloletniego dojrzewania. Winiarze, którzy chcą wyprodukować wino do konsumpcji w bliższym okresie skracają okres maceracji nawet do kilku dni. Po maceracji moszcz cabernet jest fermentowany w wysokiej temperaturze, do 30 °C. Temperatura fermentacji wpływa na postać wina: przy wyższych temperaturach wino osiąga bardziej głęboki kolor i więcej składników aromatycznych, przy niższych smak jest bardziej owocowy. W Australii prowadzi się eksperymenty z maceracją węglową, by osiągnąć delikatniejsze, owocowe wina cabernet sauvignon.
Garbnikowa natura cabernet sauvignon wymaga uważnej obróbki przez winiarza. Wydłużanie okresu maceracji zwiększa ekstrakcję garbników ze skórek i więcej ich trafi do gotowego wina. Jeśli winiarze decydują się nie skracać długości okresu maceracji, w celu osiągnięcia możliwie intensywnego koloru i smaku, dysponują mimo to możliwościami obniżenia poziomu tanin. Jednym z popularnych sposobów jest starzenie w beczkach dębowych, które pozwala na lekkie utlenienie wina, które łagodzi ostrość garbników i wprowadza delikatniejsze, „drzewne garbniki”. Używane do klarowania żelatyna i białko jaja kurzego, z dodatnim ładunkiem elektrycznym przyciągają negatywnie naładowane cząsteczki garbników i mogą być wtedy łatwo usunięte w procesie filtrowania. Mikroutlenianie, naśladujące stopniowe napowietrzanie podczas starzenia w beczkach sprzyja polimeryzacji tanin w większe cząsteczki, które są odbierane przez podniebienie jako łagodniejsze.

### Związek z dębiną

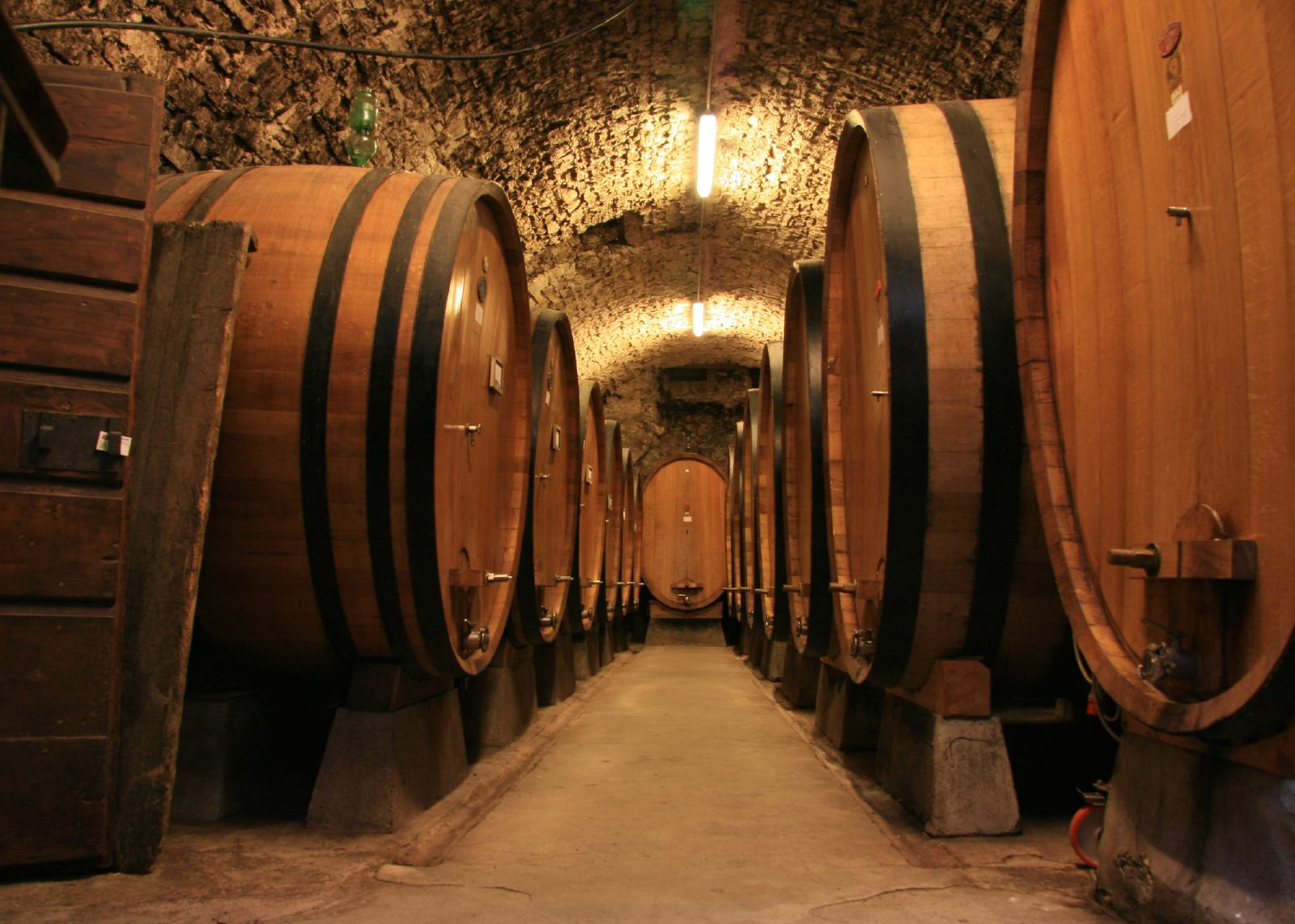
Duże beczki dębowe, jak te używane w Toskanii ograniczają kontakt wina z drewnem, a tak starzone wino ma słabszy aromat dębu.

Jedną z najbardziej charakterystycznych cech cabernet sauvignon jest jego dobra kompozycja z zapachami dębu, podczas fermentacji bądź leżakowania w beczkach. Poza obniżaniem naturalnie wysokiego poziomu garbników, drzewne smaki (wanilia, przyprawy) uzupełniają typowe dla odmiany smaki czarnej porzeczki i tytoniu. Sukces, jaki odniosły wina z regionu Bordeaux starzone w baryłkach (barrique) o pojemności 225 litrów przyczynił się do rozpowszechnienia beczułek tej wielkości. W procesie produkcji wina decyzja o stopniu wystawienia go na kontakt z dębiną oraz o gatunku dębu ma istotny wpływ na ostateczny kształt wina. Dąb amerykański, zwłaszcza gdy beczka jest nowa przekazuje silniejsze, mniej subtelne aromaty w porównaniu z dębem francuskim. W przypadku dębu amerykańskiego zauważalne są różnice między dębami z różnych stanów. Winiarze często używają różnych rodzajów beczek z różnego surowca, w różnym wieku, a tak starzone wino łączą podobnie jak kupażują różne szczepy winorośli.
Wielkość beczki również wpływa na styl wina, więc winiarze stosują inne rozmiary, niż standardowe beczułki barrique. Większe zbiorniki mają niższy współczynnik drewna do ilości wina i w konsekwencji wpływ dębu jest mniejszy. Winiarze we Włoszech i Portugalii czasami używają beczek z innych rodzajów drewna niż dębu, np. orzecha włoskiego i sekwoi wieczniezielonej. Zamiast starzenia w beczkach można stosować pojemniki z wiórami dębowymi (tea bagging), wkładane do zbiorników ze stali nierdzewnej, w których odbywa się fermentacja albo dojrzewanie wina. Metoda taka jest tańsza niż starzenie w beczkach, ale tak uzyskany aromat niekoniecznie dobrze komponuje się z powstałym winem, nie uzyskuje się też korzyści związanych z powolnym utlenianiem.

## Regiony uprawy

### Bordeaux

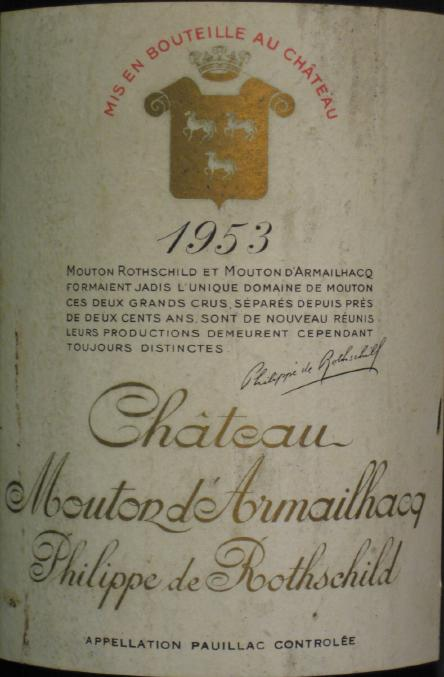
Armand d’Armailhac z Château d’Armailhac (etykieta) i baron Hector de Brane z Château Mouton mieli duży wpływ na rozpowszechnienie cabernet sauvignon w Bordeaux

Region winiarski Bordeaux jest ściśle związany z odmianą cabernet sauvignon, mimo iż rzadko produkuje się z niej wino bez domieszek innych odmian. Region jest prawdopodobnym „miejscem urodzenia” odmiany, a winiarze z innych części świata włożyli wielki wysiłek w próbę odtworzenia struktury i złożoności win bordoskich. Choć mieszanka bordoska – kupaż cabernet sauvignon, cabernet franc i merlota był tym, który przyczynił się do rozgłosu win z cabernet sauvignon, to początkowo szczep był mieszany z syrah. Takie zestawienie jest popularne w Australii i w niektórych winach regionalnych z Langwedocji.
Decyzja o kupażowaniu cabernet sauvignon wynikała częściowo z konieczności. Czasami kapryśny i nieprzewidywalny klimat Bordeaux podczas „małej epoki lodowej” nie zapewniał udanych zbiorów każdego roku, a winiarze zabezpieczali się przed utratą całego zbioru poprzez sadzenie różnych odmian. Wraz z upływem czasu zauważono, że charakterystyki poszczególnych odmian uzupełniają się, a jakość zmieszanego wina jest lepsza. Cabernet sauvignon, gdy jest dominującym składnikiem, nadaje winu strukturę, kwasowość, garbniki i zdolność do starzenia. Samodzielnie, przede wszystkim w razie winobrania przed osiągnięciem pełnej dojrzałości brakuje mu owocowości i wyrazistości na podniebieniu. Jest to kompensowane poprzez dodatek delikatniejszego merlota. Cabernet franc wprowadza do bukietu dodatkowe aromaty i smaki owocowe. Przy uprawie w lżejszych glebach w Margaux, winom z cabernet sauvignon brakuje koloru, czemu przeciwdziała się poprzez dodatek odmiany petit verdot. Malbec jest dodawany przede wszystkim w okolicach Fronsac.
Badania DNA wykazały, że cabernet sauvignon jest mieszańcem dwóch bordoskich szczepów winogron: cabernet franc i sauvignon blanc, co skłaniało historyków winorośli – ampelografów do hipotezy, że i sam cabernet sauvignon pochodzi z regionu Bordeaux. Dokumenty świadczą, że odmiana była chętnie sadzona w regionie Médoc w XVIII wieku. Luźne grona i grube skórki jagód nie sprzyjały rozwojowi chorób grzybowych, co było ważne w podlegającym morskim wpływom regionie. Popularność cabernet sauvignon rosła aż do roku 1852, kiedy to nastąpiła epidemia mączniaka prawdziwego, która ujawniła wrażliwość odmiany na tę chorobę. Wielu z winogrodników, których winnice zostały zniszczone lub uszkodzone przestawiło się na szczep merlot, który stał się niedługo potem najpopularniejszym w Bordeaux. Winiarze nauczyli się lepiej rozumieć miejscowy terroir i jak poszczególne odmiany udają się w różnych miejscach. Na lewym brzegu Żyrondy, w Médoc i Graves cabernet sauvignon stał się podstawową odmianą. Na tzw. prawym brzegu (Saint-Émilion, Pomerol) zajmuje ledwie trzecią lokatę, za merlotem i cabernet franc.
W poszczególnych regionach Lewego Brzegu (rive gauche) styl nadawany przez cabernet sauvignon winu różni się. W apelacjach Saint-Estèphe i Pessac-Léognan wino cechują wyraźniejsze smaki mineralne. Zapach fiołków jest charakterystyczny dla Margaux. Wina z Pauillac wyróżnia silna woń kojarzona z ołówkami, a z Saint-Julien – aromat cedru i cygarniczek. Wina z Moulis mają delikatne garbniki i bogate smaki owocowe, zaś południowe Graves - aromaty czarnej porzeczki, choć same wina są mniej intensywne. Udział cabernet sauvignon w gotowym winie zależy od terroir, preferowanego przez winiarza stylu oraz jakości rocznika. Sławne Château Mouton Rothschild i Château Latour (premier cru) regularnie produkują wina z wyjątkowo wysokim udział cabernet, często około 75%.
Na smak win bordoskich wpływa poziom zbiorów cabernet sauvignon. W regionie Bordeaux prawnie ustaloną granicą jest 50 hl na hektar. Ze względu na ocieplenie klimatu i bujnie rosnące podkładki z winnic łatwo osiągnąć plony przekraczające poziom 60 hl/ha. Niektóre château korzystają z furtki prawnej (plafond limite de classement), która pozwala na wyższą wydajność w „wyjątkowych” latach. Negatywnie odbija się to na jakości win od winiarzy, którzy regularnie utrzymują wysoką wydajność zbiorów. Liczba producentów świadomie ograniczających zbiory wzrasta, szczególnie gdy owoce są przeznaczone na najlepsze wino, grand vin.

#### Pozostałe regiony we Francji
Ponad 60% francuskiego cabernet sauvignon jest uprawiane w regionie Bordeaux. Poza Bordeaux cabernet sauvignon ze zróżnicowaną popularnością jest uprawiany w południowej części kraju (Le Midi) i w Dolinie Loary. Wina spoza bordeaux są z reguły lżejsze, o płytszej strukturze, ale gotowe do spożycia dużo wcześniej. W położonych na południowym zachodzie apelacjach AOC Bergerac i Buzet z odmiany produkuje się wino różowe. W niektórych regionach cabernet sauvignon wzbogaca smak i strukturę win z odmiany carignan. W regionie Gaillac i Fronton odmiana jest mieszana z négrette, a w Madiran – z tannatem. Pewną popularnością cabernet sauvignon cieszył się w XIX wieku, gdy Jules Guyot zaproponował jego kupażowanie z syrah. Na początku XXI wieku rozgłos niektórym producentom z południa (np. Mas de Daumas Gassac) przyniosły wina kupażowane z cabernet sauvignon i odmian z Doliny Rodanu, np. syrah. Jednoszczepowe cabernet sauvignon jest popularne jako wino regionalne (vin de pays) w Langwedocji. Pod wpływem winiarzy-konsultantów (flying winemakers) z Australii zmieniło się podejście do produkcji win z cabernet sauvignon u niektórych wytwórców w Langwedocji, a ich styl zaczął odpowiadać winom z Nowego Świata. Odmiana nie zyskała przewagi w regionie i generalnie jest uważana za mniej dostosowaną do suchego klimatu niż syrah. Tamtejsi winogrodnicy stawiający na cabernet sauvignon przeważnie stosują nawadnianie.

### Włochy

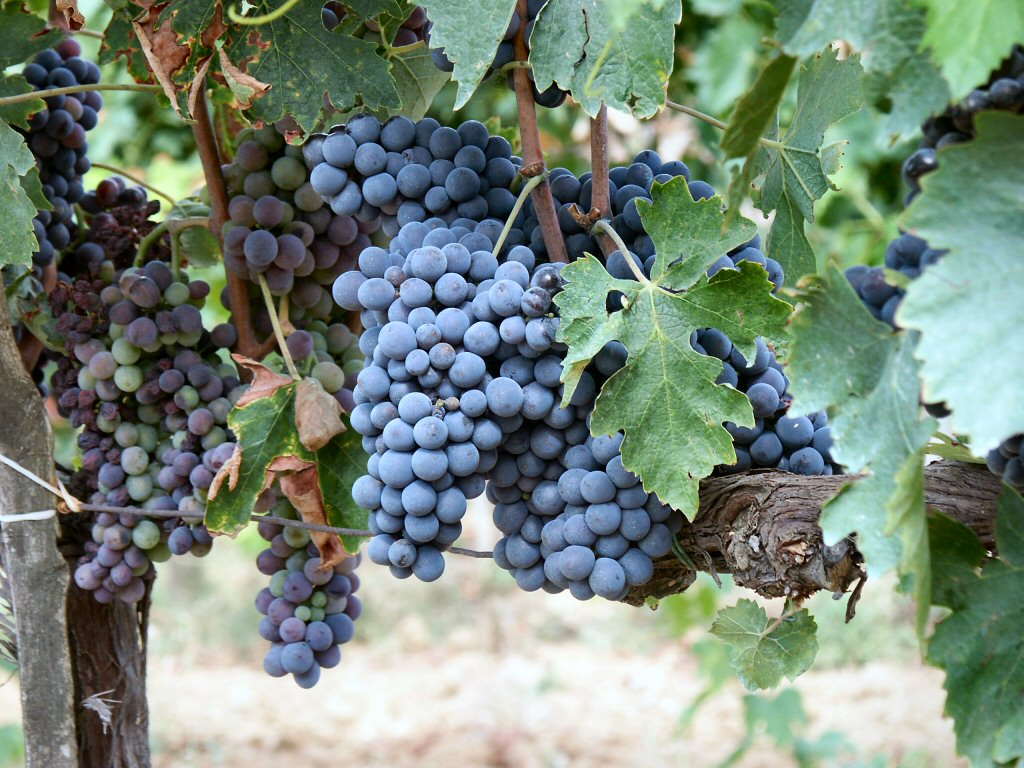
W latach 70. XX wieku Włosi rozpoczęli produkcję win znanych jako „supertoskany” - kupaży cabernet sauvignon z sangiovese (na fotografii)

Cabernet sauvignon od dawna jest reprezentowany w winach włoskich. Po raz pierwszy został sprowadzony do Piemontu w 1820 roku. W połowie lat 70. XX wieku o odmianie stało się głośno, gdy w Toskanii rozpoczęto produkcję tzw. supertoskanów. Na początku XXI wieku odmiana była dozwolona w kilku apelacjach Denominazione di origine controllata (DOC) i wykorzystywana w licznych winach klasy Indicazione geografica tipica (IGT). Przez dłuższy czas cabernet sauvignon był traktowany z podejrzliwością, jako odmiana, która odwraca uwagę od rodzimych szczepów. Po dziesiątkach lat eksperymentów cabernet sauvignon znalazł swoje miejsce u wielu winiarzy jako odmiana dopełniająca włoskie odmiany w kupażowanych winach.

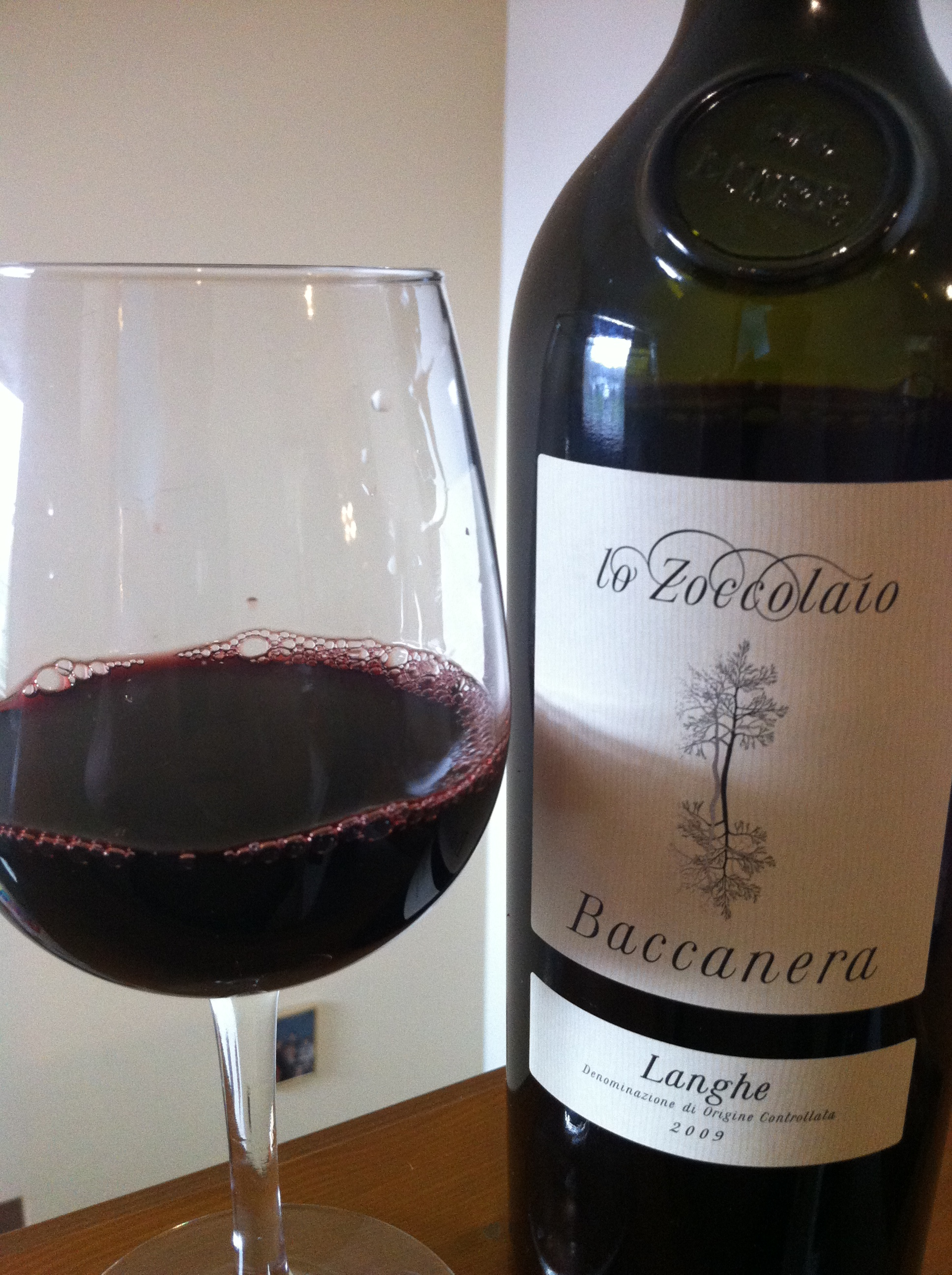
Cuvée cabernet sauvignon/barbera z apelacji Langhe DOC w Piemoncie

W Piemoncie odmiana była czasami używana jako „nielegalna” domieszka do nebbiolo w winach DOC Barolo, by poprawić kolor i dodać więcej owocowości. Cabernet sauvignon jest dozwolony w kupażach, obok barbery w apelacjach DOC Langhe i Monferrato. Wina komponowane z wszystkich trzech odmian są często starzone w beczkach, by nabrały słodkawej pikantności, która kompensuje wysoki poziom garbników cabernet sauvignon i kwasowość barbery. W Piemoncie produkuje się jednoodmianowe wina z cabernet sauvignon, a ich jakość zależy od stanowiska uprawy. W innych regionach północnych Włoch, np. Lombardii, Emilii-Romanii i Friuli-Wenecji Julijskiej z cabernet sauvignon i merlota wytwarza się wina w stylu bordeaux. W regionie Veneto cabernet sauvignon jest niekiedy kupażowany z podstawowymi szczepami na wino valpolicella: corvina veronese, molinara i rondinella. W południowych Włoszech odmiana najczęściej towarzyszy innym odmianom: carignan na Sardynii, nero d'avola na Sycylii, aglianico w Kampanii i gaglioppo w Kalabrii.
Cabernet sauvignon odegrał kontrowersyjną rolę w winiarstwie Toskanii, zwłaszcza gdy w latach 70. XX wieku pojawiły się tzw. supertoskany. Ich historia rozpoczęła się od restrykcyjnych regulacji DOC w regionie Chianti, które obowiązywały do lat 90. XX wieku. Wino chianti nie mogło zawierać więcej niż 70% sangiovese i musiało w przynajmniej 10% być wyprodukowane z winogron o jasnej skórce. Liczni winiarze oceniali, że mogą wyprodukować wino lepszej jakości, gdyby nie ograniczały ich regulacje apelacji DOC, wykorzystywali cabernet sauvignon i nie używali białych winogron. W 1978 roku markiz Piero Antinori jako jeden z pierwszych zaoferował wino „w stylu chianti”, nazwane Tignanello cuvée sangiovese-cabernet sauvignon z rocznika 1971. Pojawili się liczni naśladowcy i wkrótce ceny supertoskanów przekroczyły ceny niektórych z najsłynniejszych win chianti. Kupażowanie sangiovese z cabernet sauvignon rozpoczęli winiarze w innych częściach Toskanii, a niektórzy zajęli się nawet produkcją win jednoszczepowych z cabernet sauvignon. Odmiana w Toskanii cechuje się smakiem dojrzałych wiśni, które nadają uczucia słodkości oraz silnymi nutami czarnych porzeczek. Wina zwykle osiągają poziom alkoholu rzędu 14%, przy zachowaniu zauważalnej kwasowości. Cabernet sauvignon mieszany z sangiovese może zdominować wino i winiarze szukają proporcji, które spełniają ich oczekiwania względem stylu.

### Inne kraje europejskie

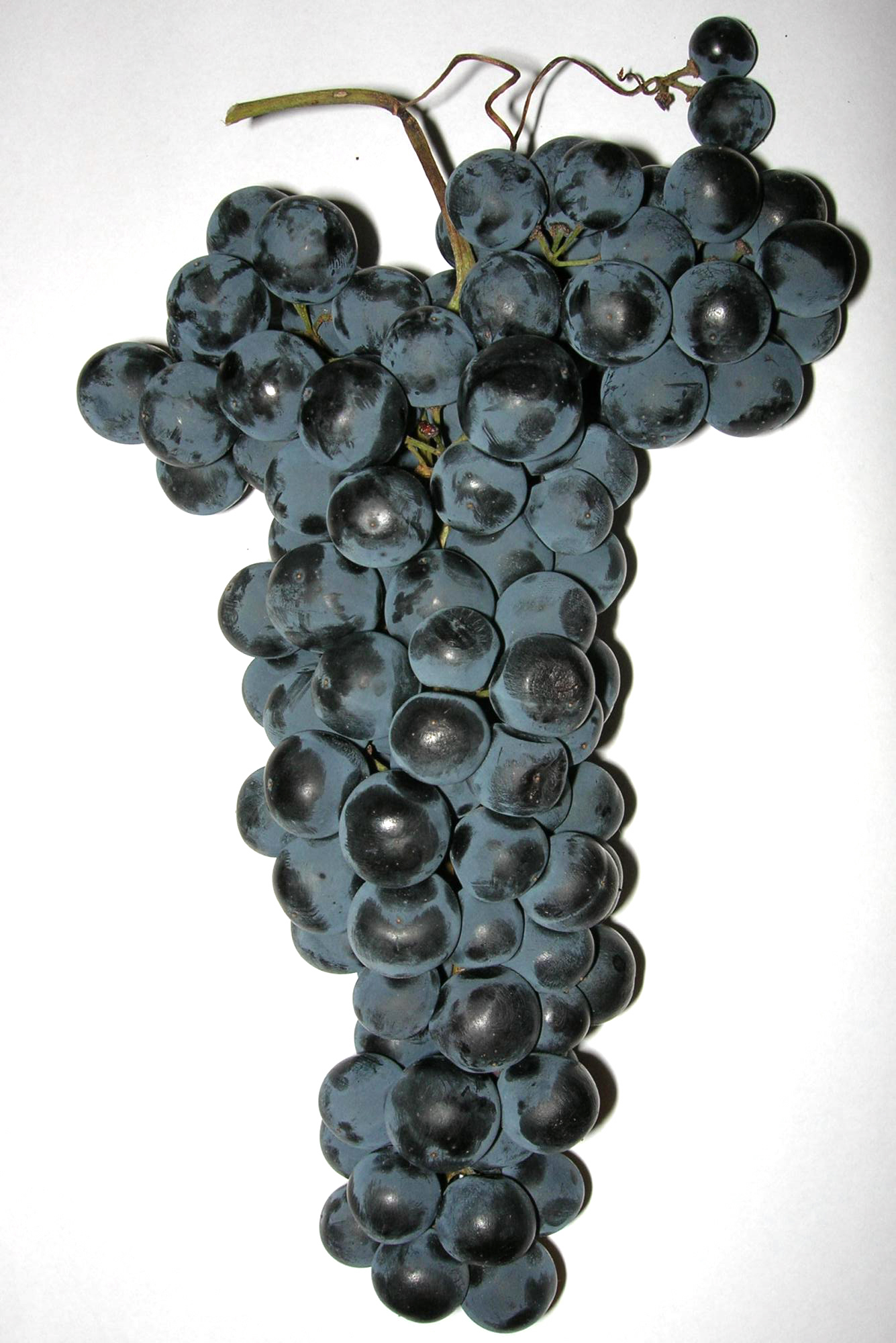
Cabernet sauvignon w Hiszpanii często towarzyszy tempranillo (na zdjęciu)

Cabernet sauvignon pojawił się w hiszpańskich winach po tym, jak Marqués de Riscal w regionie Rioja zasadził krzewy z Bordeaux. Przed 2004 była to szósta pod względem nasadzeń odmiana winorośli o ciemnej skórce. Odmiana jest uprawiana w każdym regionie winiarskim w Hiszpanii, lecz nie wszystkie Denominación de Origen (DO) zezwalają na jej wykorzystanie w winach objętych apelacją. Wówczas wina trzeba etykietować jako mniej prestiżowe Vino de la Tierra (wina regionalne) lub Vino de Mesa (wina stołowe). Największą rolę cabernet sauvignon odgrywa w katalońskim regionie Penedès, gdzie za sprawą winiarni Bodegas Torres i Jeana Leóna odzyskała znaczenie. Często towarzyszy odmianie tempranillo w winach kupażowanych. Również w regionie Ribera del Duero jest ważną odmianą w mieszankach. Winiarze z regionu Nawarra zdobyli pewien rozgłos dzięki jednoodmianowym winom z cabernet sauvignon.
Winiarze z Wielkiej Brytanii eksperymentują z uprawą w tunelach foliowych, by zabezpieczyć winogrona przed niekorzystnymi warunkami klimatycznymi. Odmiana jest dopuszczona do nasadzeń w niektórych regionach w Niemczech (np. w dolinie Mozeli), lecz na najlepiej nadających się do uprawy stanowiskach i tak rośną krzewy odmiany riesling. Winogrodnicy nie skłaniają się ku karczowaniu popularnej niemieckiej odmiany, by posadzić cabernet sauvignon. W latach 80. XX wieku niedrogie wina cabernet sauvignon z Bułgarii były chwalone za stosunek jakości do ceny i pozwoliły na dalszy rozwój bułgarskiego winiarstwa i większą rozpoznawalność tamtejszych win na rynku międzynarodowym. Podobną rolę cabernet sauvignon odgrywa w innych krajach Europy Środkowej i Wschodniej: Turcji, Czechach, Gruzji, na Węgrzech, w Mołdawii, Rumunii, Rosji, Słowenii i Ukrainie. Podobnie może się stać na Cyprze, w Grecji, Izraelu i Libanie. W Rosji uprawia się podobnie nazwaną odmianę hybrydową, cabernet severny, która wypiera niespokrewnioną odmianę cabernet sauvignon ze względu na mniej kapryśne owocowanie w chłodniejszym klimacie.

### Kalifornia

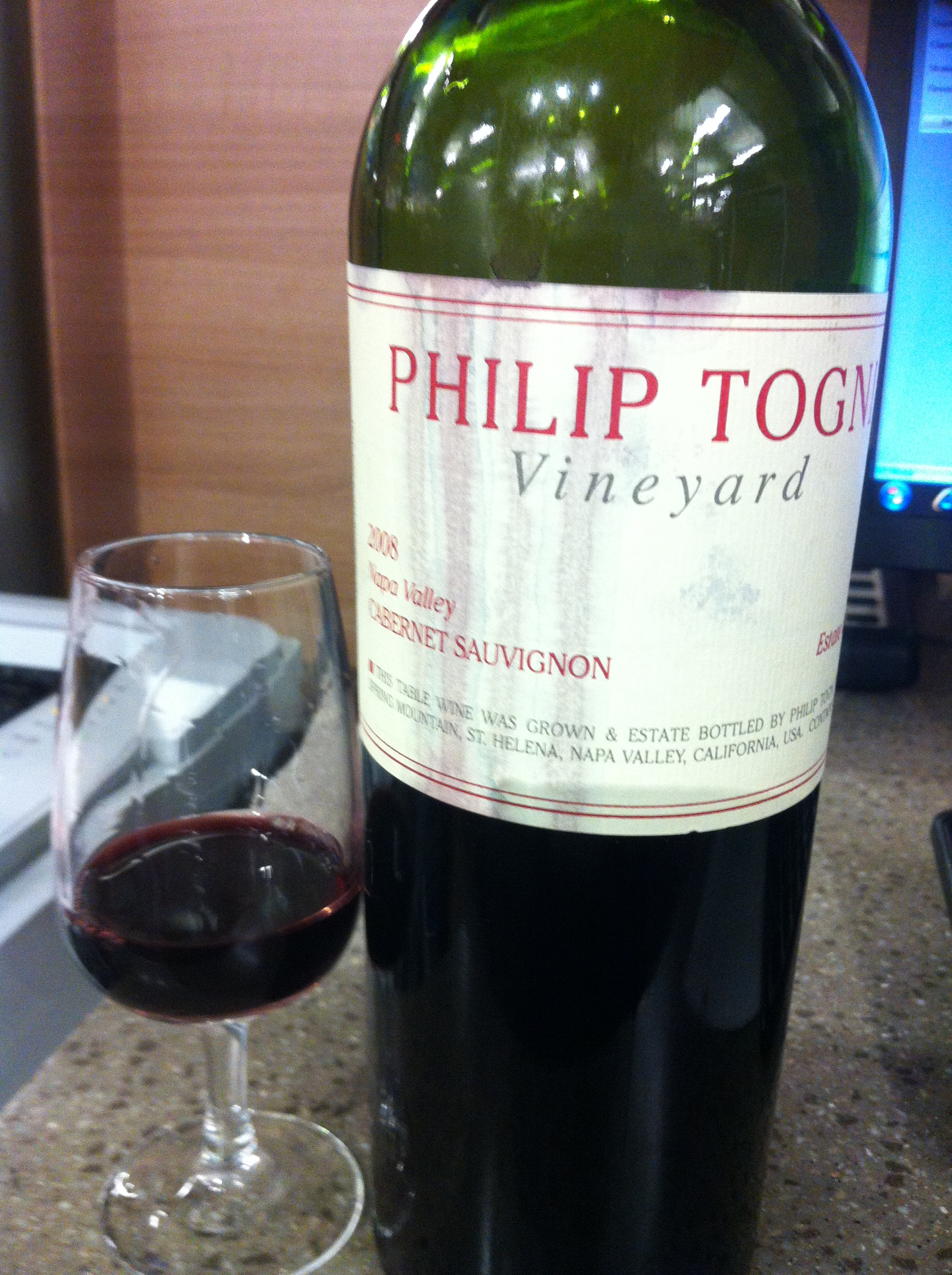
Cabernet sauvignon z Doliny Napa

Kalifornijski cabernet sauvignon wykształcił charakterystyczny styl i osiągnął rozpoznawalną markę. Obszar winnic obsadzonych odmianą i wolumen produkcji jest porównywalny z regionem Bordeaux. Przełomowy okazał się konkurs w Paryżu w 1976 roku, gdy podczas prowadzonej przez francuskich ekspertów degustacji w ciemno cabernet sauvignon z Stag's Leap Wine Cellars z rocznika 1973 pokonał klasyczne wina bordoskie z winiarni Château Mouton Rothschild, Château Montrose, Château Haut-Brion i Château Léoville-Las Cases. W latach 80. XX wieku kalifornijskie winnice dotknęła plaga filoksery. Wiele z nich wymagało ponownego obsadzenia. Spekulowano, iż cabernet sauvignon ustąpi w wielu przypadkach innym odmianom (np. promowanym przez ruch Rhone Rangers odmianom z Doliny Rodanu). Tymczasem między 1988 a 1998 rokiem areał winnic obsadzonych cabernet sauvignon podwoił się. Niektóre regiony, np. Dolina Napa (Napa Valley) na północ od Yountville AVA i Alexander Valley AVA w hrabstwie Sonoma zostały niemal zdominowane przez tę odmianę. Obszar winnic cabernet wzrósł także na terenie apelacji Dry Creek Valley, Sonoma Mountain i w hrabstwie Mendocino. Cabernety z hrabstwa Sonoma miewają nuty anyżowe i czarnych oliwek, zaś te z hrabstwa Napa mają wyraziste smaki ciemnych owoców.
Różnica w stylu kalifornijskiego cabernet sauvignon jest widoczna między gronami pochodzącymi z winnic położonych na stokach, w terenach górzystych i tymi z winnic położonych na płaskim terenie (dna dolin i część Doliny Kalifornijskiej). W Dolinie Napa, położone na zboczach winnice w apelacjach Diamond Mountain District, Howell Mountain, Mt. Veeder i Spring Mountain District rosną na płytkiej warstwie stosunkowo ubogiej gleby, przez co krzewy produkują niewielkie grona o bardziej intensywnym smaku, przywodzące na myśl przeznaczone do długiego dojrzewania wina bordoskie. Plony są niskie, rzędu 1-2 ton na akr, w przeciwieństwie do 4-8 ton uzyskiwanych na żyźniejszych glebach w dolinach. Owoce z górskich winnic cechują się głębokimi kolorami i silnym zapachem owoców jagodowych. Wiele regionów w Kalifornii pozwala na osiągnięcie przez cabernet sauvignon pełnej dojrzałości i wytwarzanie z nich pełnych, owocowych win o poziomie alkoholu wyższym niż typowe dla Bordeaux 12-13%.
.

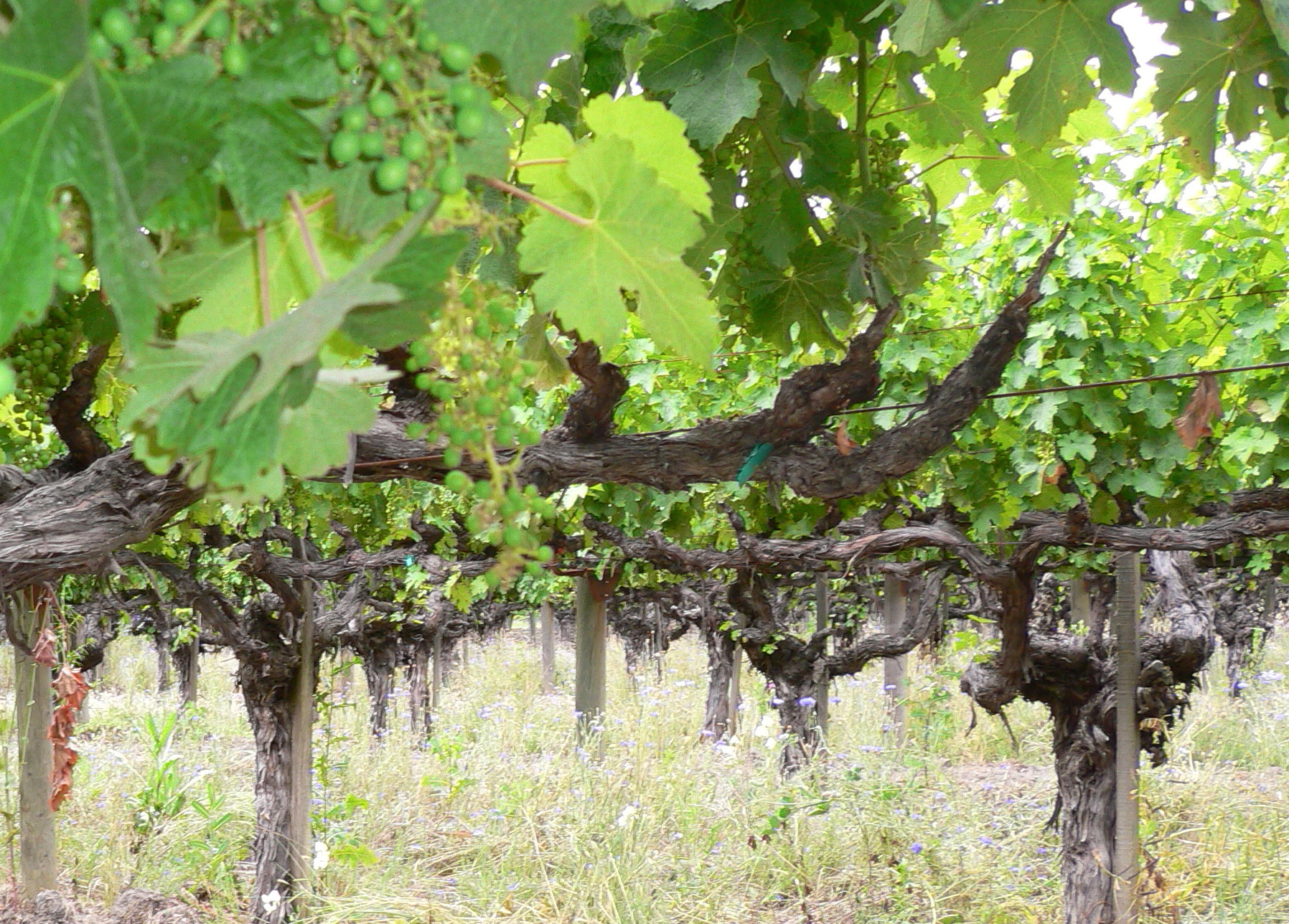
Stare krzewy cabernet sauvignon w Chateau Montelena w Dolinie Napa. W miarę dojrzewania winogrona nabiorą niebieskawo-purpurowej barwy

Tradycja starzenia kalifornijskich cabernetów jest długa. Liczni winiarze decydują się na użycie nowych beczek, często z dębu amerykańskiego. W latach 80. XX wieku próbowano dostosować styl wina do konsumpcji z jedzeniem (mniej dojrzałe winogrona, mniejszy kontakt z dębiną), jednak zostało to zarzucone, przy czym przestawiono się z nowych beczek na mieszankę starych i nowych lub beczki z dębu francuskiego, a sam czas dojrzewania w nich ograniczono.

#### Inne regiony w Stanach Zjednoczonych

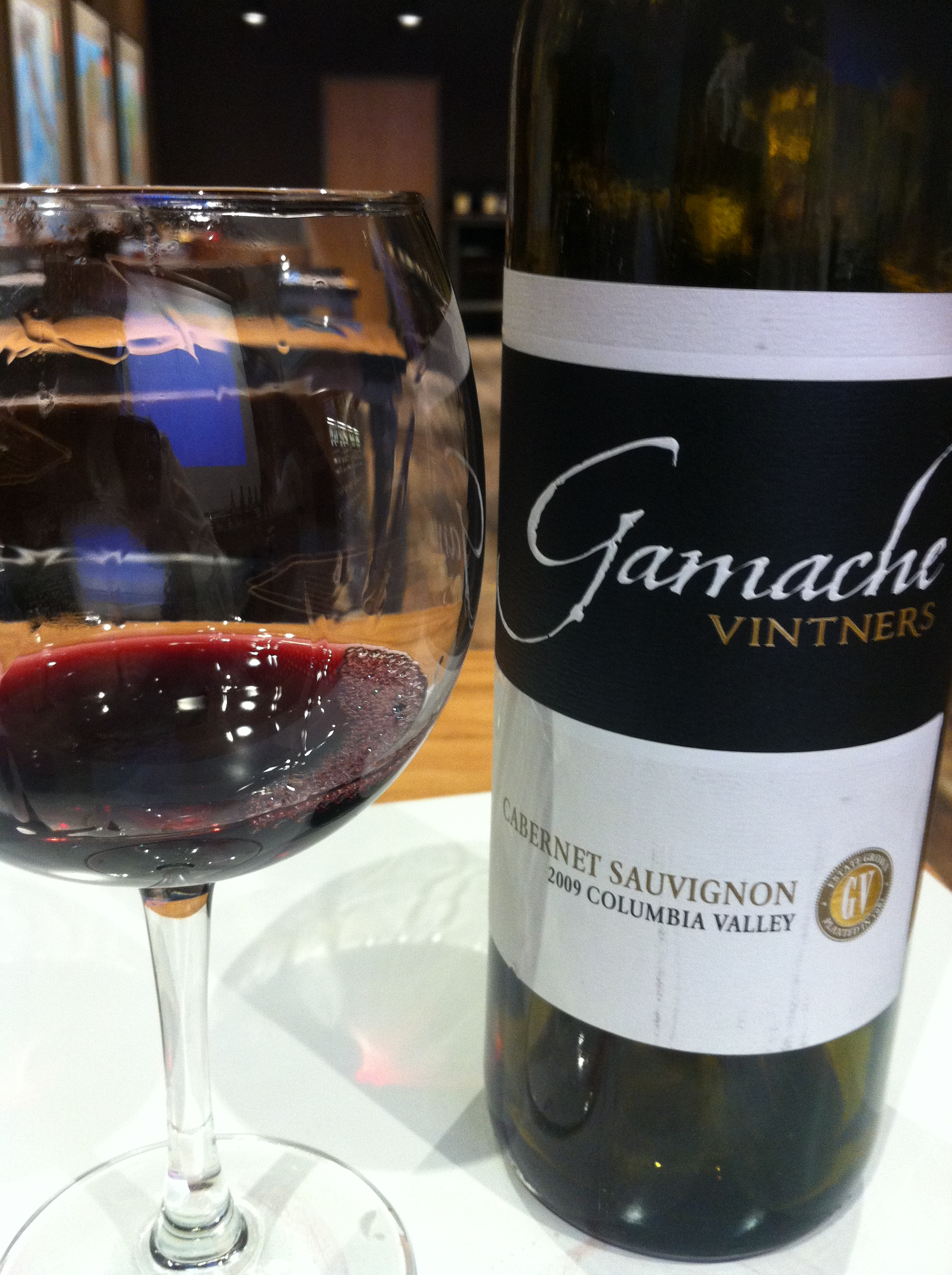
Cabernet sauvignon ze stanu Waszyngton (Columbia Valley AVA)

Według statystyk Washington State Wine Commission cabernet sauvignon jest najbardziej rozpowszechnioną odmianą o ciemnej skórce w stanie Waszyngton. Najpopularniejszy jest w cieplejszych winnicach w regionie Columbia Valley AVA. Odmiana jest odmianą z wyboru dla winogrodników z wschodniej części stanu ze względu na twarde pędy i wystarczającą odporność na mróz. Cabernet sauvignon ze stanu Waszyngton cechuje się owocowością i bezpretensjonalnym stylem, o umiarkowanej zawartości garbników. Do nowszych apelacji (AVA), z których cabernet sauvignon zyskał pewną popularność zalicza się Red Mountain, Walla Walla Valley i część Yakima Valley AVA w pobliżu aglomeracji Tri-Cities.
W stanie Oregon niewielkie ilości cabernet sauvignon są uprawione w cieplejszych południowych częściach stanu: Umpqua Valley i Rogue Valley. Pojawia się już w winach z innych stanów: Arizony, Nowego Jorku, Teksasu, Wirginii (zwłaszcza w ramach apelacji Texas Hill Country AVA i North Fork of Long Island AVA). Cabernet sauvignon jest oferowany jako wino odmianowe oraz w kupażu z innymi odmianami. W świetle amerykańskiego prawa wino oznaczone jako jednoszczepowe cabernet sauvignon może zawierać do 25% innych odmian winogron.

### Ameryka Południowa

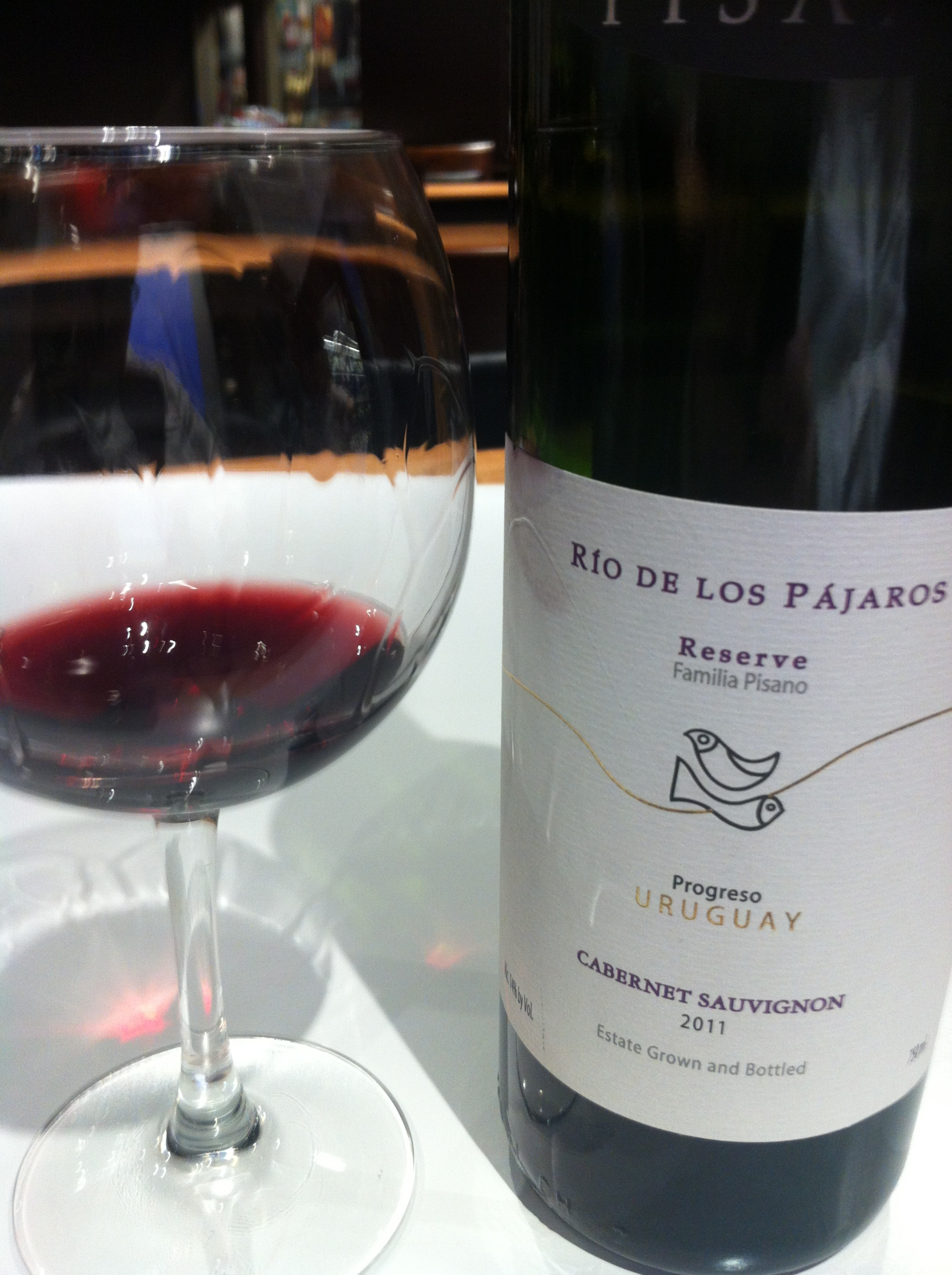
Cabernet sauvignon z Urugwaju

Cabernet sauvignon jest uprawiany w niemal każdym państwie Ameryki Południowej: w Chile, Argentynie, Boliwii, Brazylii, Peru i Urugwaju. W Chile winom nie sprzyjały ekstremalnie wysokie plony. Gdy winogrodnicy zdecydowali się ograniczać plenność, różnice regionalne stały się zauważalne. Dla winnic w płaskich dolinach rzecznych najistotniejszy jest klimat. Na większych wysokościach i na stokach najważniejszym czynnikiem staje się gleba. Wina wytwarzane w regionie Aconcagua mają dojrzały owocowy styl, lecz wymagają leżakowania w butelkach. W dolinie Maipo wina wykazują silny aromat czarnych porzeczek i ziemistą nutę. Cieplejsze regiony, np. prowincja Colchagua i okolice Curicó pozwalają na pełną dojrzałość winogron, a bogate w owocowe smaki wina dają wrażenie słodkości ze względu na dojrzałość owoców. Poziom kwasowości w tych winach jest niższy, a garbniki delikatniejsze, przez co wina lepiej nadają się do picia jako młode.
W Argentynie cabernet sauvignon ustępuje wśród odmian na wino czerwone odmianie malbec, lecz areał upraw zwiększa się. Wina jednoodmianowe często mają lekkie smaki owocowe i są oferowane do picia jako młode. Winogrona wysokiej jakości są często mieszane z malbekiem i wytwarza się z nich pełne, garbnikowe wina z nutami skóry i tytoniu. Na popularności zyskuje uprawa caberneta w regionie Valle de Uco w prowincji Mendoza; wina produkowane z owoców rosnących wysoko zdobyły pewne uznanie na arenie międzynarodowej.

### Australia

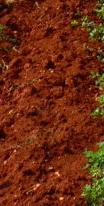
W przeciwieństwie do innych gleb na bazie gliny, przepuszczalna australijska terra rossa w regionie Coonawarra wpływa na charakterystyczny styl tamtejszego cabernet sauvignon

Australijskie wina z cabernet sauvignon zyskały rozgłos w latach 70. XX wieku za sprawą win z regionu Coonawarra, wyraźnie owocowych z delikatnymi nutami miętowymi. Za przykładem podążyli winiarze z okolic Margaret River w Australii Zachodniej, którzy zaoferowali wina o zwartej strukturze i wyraźnych nutach czarnych owoców. W latach 80. XX wieku Australijczycy przejęli popularny wówczas w Kalifornii styl win lekkich, o poziomie alkoholu ok. 11-12%, „dostosowanych do posiłków”. Trend był krótkotrwały i na początku lat 90. wróciły wina zrównoważone, dojrzalsze. Cabernet sauvignon jest drugą pod względem powierzchni upraw odmianą o ciemnej skórce w Australii (za shirazem, któremu często towarzyszy w winach). Wielu dużych winiarzy miesza owoce pochodzące z kilku stanów. Wina z poszczególnych regionów różnią się: prócz win z Coonawarry i Margaret River wyróżniają się: Dolina Barossa (Barossa Valley), z bogatymi winami o pełnej strukturze, pobliska Clare Valley (wina o bardziej skoncentrowanym owocowym charakterze) oraz zrównoważone pod względem kwasowości, garbników i owocowości wina z doliny rzeki Yarra (Yarra Valley).

### Republika Południowej Afryki
Po zniesieniu apartheidu, winiarstwo południowoafrykańskie wykorzystywało cabernet sauvignon do promocji krajowych win na świecie. Odmiana jest najczęściej sadzoną odmianą o ciemnej skórce w Południowej Afryce. Oferowane są zarówno wina jednoszczepowe, jak i kupaże: w stylu bordoskim i australijskim (z syrahem). Początkowo południowoafrykańskie cabernety były produkowane z winogron rosnących na zbyt chłodnych stanowiskach, przez co wina były trawiaste z charakterystycznymi nutami podobnymi do zielonej papryki. Od połowy lat 90. XX wieku czyniono starania, by zbierać jedynie grona dojrzałe, w czym pomogły nowe, łatwiej dojrzewające i słodsze klony. Wraz ze starzeniem się krzewów i wzrostem rozeznania w dobrych stanowiskach uprawy, zaczęły się ujawniać regionalne style: w regionie Stellenbosch produkuje się ciężkie, pełne wina, zaś wina z okolic Constantii cechują się miętowym posmakiem

### Nowa Zelandia
Przeszkodą w uprawie cabernet sauvignon w Nowej Zelandii jest klimat. Większość upraw skupia się na Wyspie Północnej. Pierwszym regionem, gdzie podjęto poważniejsze próby był Hawke’s Bay. Pochodzące stamtąd wina były, ze względu na chłodny klimat i żyzne gleby aluwialne, zbyt bogate w nuty trawiaste i roślinne. Rezultaty poprawiły się po wprowadzeniu przerzedzania liści, wolniej rosnących podkładek i zmiany stylu przycinania. Cabernet sauvignon czasami miesza się z merlotem. Odmiana znalazła naśladowców w innych regionach Nowej Zelandii. Pojawił się cabernet sauvignon z bogatych w ciepłe, żwirowe gleby regionów Gimblett Road i Havelock North. a także z Waiheke Island w pobliżu Auckland. Pinot noir jest w kraju znacznie bardziej rozpowszechnioną odmianą.

## Popularność i krytyka
W XX wieku cabernet sauvignon, jako jedna z odmian zaliczanych do grupy szlachetnych (noble grapes) zyskał na popularności. Ze względu na historyczny sukces w Bordeaux, a także w regionach Nowego Świata: Australii i Kalifornii, sadzenie cabernet sauvignon nie kojarzy się z ryzykiem, o ile tylko klimat jest wystarczająco ciepły. Wśród konsumentów nazwa cabernet jest rozpoznawalna, co sprawiło, że sprzedaje się także z mało znanych regionów albo od mało znanych winiarzy. W latach 80. XX wieku cabernet sauvignon stał się koniem pociągowym bułgarskiego winiarstwa i przyczynił się do pojawienia się win z Bułgarii na arenie międzynarodowej. Popularność win z Bordeaux dała powody do krytyki cabernet sauvignon, które stało się odmianą „kolonizatorską”, sadzoną w nowych i rozwijających się regionach winiarskich kosztem odmian lokalnych. Jednak w niektórych częściach świata, jak np. w Portugalii, gdzie uprawia się liczne szczepy rodzime, w okresie odnowy i poszerzania winnic cabernet sauvignon w większości zignorowano.

## Style wina

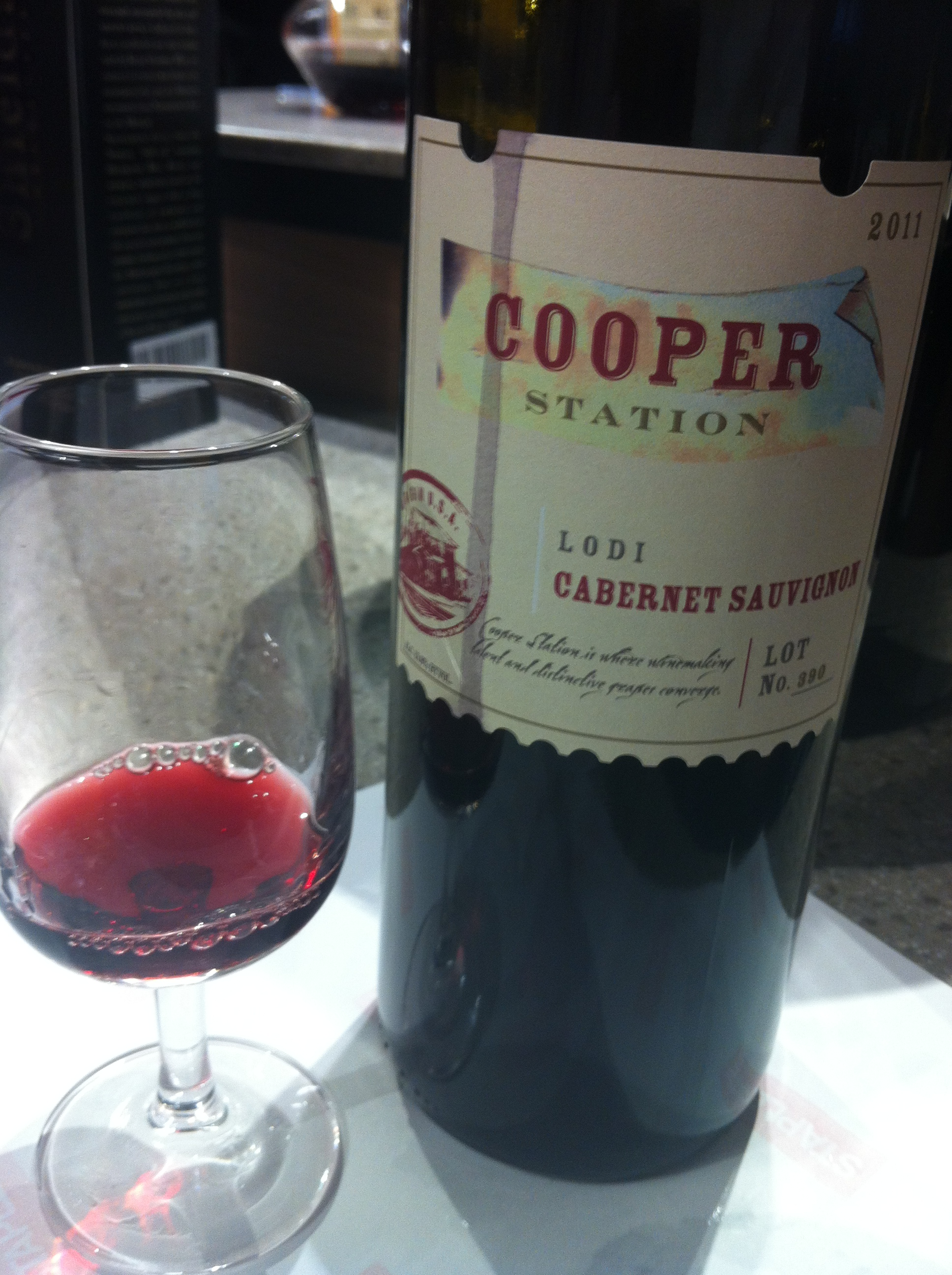
Cabernet sauvignon z Nowego Świata, jak np. to z regionu Lodi w Kalifornii często mają wyraźniejsze aromaty dojrzałych owoców w porównaniu z winami europejskimi

Styl wina cabernet sauvignon silnie zależy od dojrzałości winogron podczas winobrania. Nie w pełni dojrzałe winogrona mają wysoki poziom pirazyn i w ich smaku wybijają się nuty zielonej papryki i trawiaste. Gdy wina są wytwarzane z przejrzałych winogron nabierają smaku marmolady i aromatu konfitury z czarnej porzeczki. Niektórzy winiarze decydują się na zbiór winogron w różnych etapach dojrzałości, by poprzez zawarcie różnych aromatów wzbogacić złożoność wina. Młody cabernet sauvignon wykazuje silne nuty wiśni i śliwek. Zapach czarnej porzeczki jest jednym z najbardziej charakterystycznych elementów cabernet sauvignon, obecnym w niemal każdym stylu tego wina na całym świecie. W niektórych regionach pojawiają się zapachy eukaliptusa, mięty i tytoniu. Wraz ze starzeniem mogą pojawić się zapachy kojarzone z cedrem, cygarami i strużynami ołówków. Ogólnie egzemplarze z Nowego Świata są bardziej owocowe, a europejskie bardziej taninowo-kwasowe, czasami nawet nieco ściągające na podniebieniu.

### Potencjał starzenia
W XIX i XX wieku dobra reputacja cabernet sauvignon opierała się na dobrym potencjale starzenia i budowania bukietu w butelce. Wina produkowane z cabernet prócz łagodzenia wyrazistych tanin zyskują nowe smaki i aromaty, które uzupełniają złożoność wina. Tradycyjnie tak zachowywały się wina z Bordeaux, a najlepsze z nich w dobrych rocznikach zachowywały trwałość do ponad 100 lat. Producenci z różnych stron świata zajęli się produkcją win w takim stylu, by mogły dojrzewać przez kilka dziesięcioleci. Mimo zdolności odmiany do starzenia niektóre wina z cabernet sauvignon uzyskują dobry charakter już po kilku latach. W przypadku win bordoskich garbniki stają się delikatniejsze po około dziesięciu latach i jeszcze przez przynajmniej dekadę wino może dojrzewać - czasami dłużej, w zależności od wytwórcy i jakości winogron. Niektóre hiszpańskie i włoskie cabernet sauvignon potrzebują podobnego czasu do uzyskania lepszego bukietu, jednak większość win jest produkowana z przeznaczeniem do konsumpcji wcześniej.
Typowe cabernety z państw Nowego Świata nadają się do picia wcześniej niż te z regionu Bordeaux. Jest jednak grupa winiarzy, np. producenci tzw. kalifornijskich win kultowych, których wina potrzebują długiego okresu dojrzewania i mogą rozwijać się przez dwa lub trzy dziesięciolecia. Wśród australijskich cabernetów poza grupą takich, które potrzebują od dwóch do pięciu lat w butelce istnieją również takie, które potrzebują przynajmniej dziesięciu lat. Winiarze nowozelandzcy oferują wina do konsumpcji jako młode, a trawiaste aromaty nie nikną po dłuższym dojrzewaniu. Południowoamerykańskie cabernety mają zdecydowanie owocowy charakter w pierwszych latach; najlepsze z nich utrzymują ten styl dłużej. W Republice Południowej Afryki popularny jest styl europejski i tamtejsze wina potrzebują od sześciu do ośmiu lat zanim ich bukiet ulegnie wzbogaceniu.

## Połączenia kulinarne

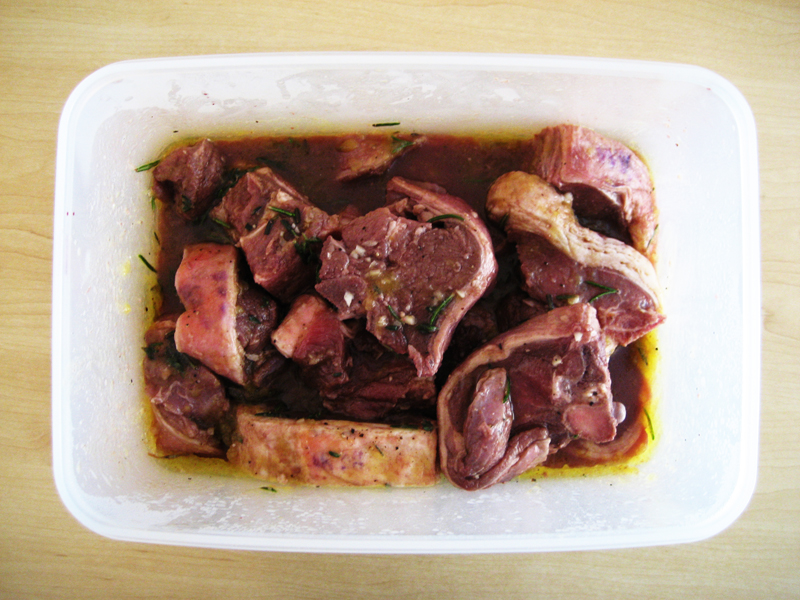
Tłuste czerwone mięsa, jak np. baranina dobrze komponują się z cabernet sauvignon dzięki łagodzeniu garbnikowości wina przez białka i tłuszcze

Cabernet sauvignon jest bardzo zdecydowanym w charakterze winem, które może przytłaczać lekkie i delikatne potrawy. Wysoki udział garbników, wpływ starzenia w dębinie oraz często wysoki poziom alkoholu odgrywa ważną rolę w możliwościach łączenia wina z potrawami. Wskazane cechy najsilniej przebijają się, gdy wino cabernet sauvignon jest młode. Wraz z upływem czasu łagodnieje i pasuje do szerszej gamy potraw. W większości przypadków waga wina (poziom alkoholu i struktura) powinna być dopasowana do ciężkości potraw. Wina cabernet sauvignon o wysokim poziomie alkoholu źle komponują się z pikantnymi potrawami, gdyż kapsaicyna obecna w przyprawach (np. papryka chili) działa silniej w obecności alkoholu, a ostrość podkreśla gorycz garbników. Delikatniejsze przyprawy, jak np. pieprz czarny komponują się lepiej, gdyż osłabiają odczuwalność tanin – jak np. w klasycznym połączeniu cabernet sauvignon z polędwicą z pieprzem (steak au poivre) lub panierowanym w pieprzu tuńczykiem żółtopłetwym.
Tłuszcze i białka obniżają odczuwalność garbników na podniebieniu. Cabernet sauvignon podany ze stekiem lub potrawami w sosach na bazie masła lub śmietany jest mniej garbnikowy, a owocowe smaki są lepiej zauważalne. Skrobia (makarony, ryż) nie daje takiego efektu. Postrzeganą gorycz tanin można obniżyć również poprzez podanie garbnikowego wina do gorzkich składników, np. cykoria sałatowa (radicchio), endywii lub przypiekając potrawę doprowadzając do lekkiego przypalenia, jak podczas grillowania. Wraz z dojrzewaniem wina i osłabianiem wpływu garbników coraz bardziej delikatne potrawy będą pasować do cabernet sauvignon. Dębowy charakter wina starzonego w beczkach dobrze komponuje się z takimi technikami przetwarzania jedzenia jak grillowanie, wędzenie i pieczenie na rożnie. Cabernet sauvignon może też być podawane z potrawami przygotowanymi z użyciem składników o zapachu i smaku podobnym do typowego dla wina, np. brązowym cukrem, gałką muszkatołową, koprem i wanilią.

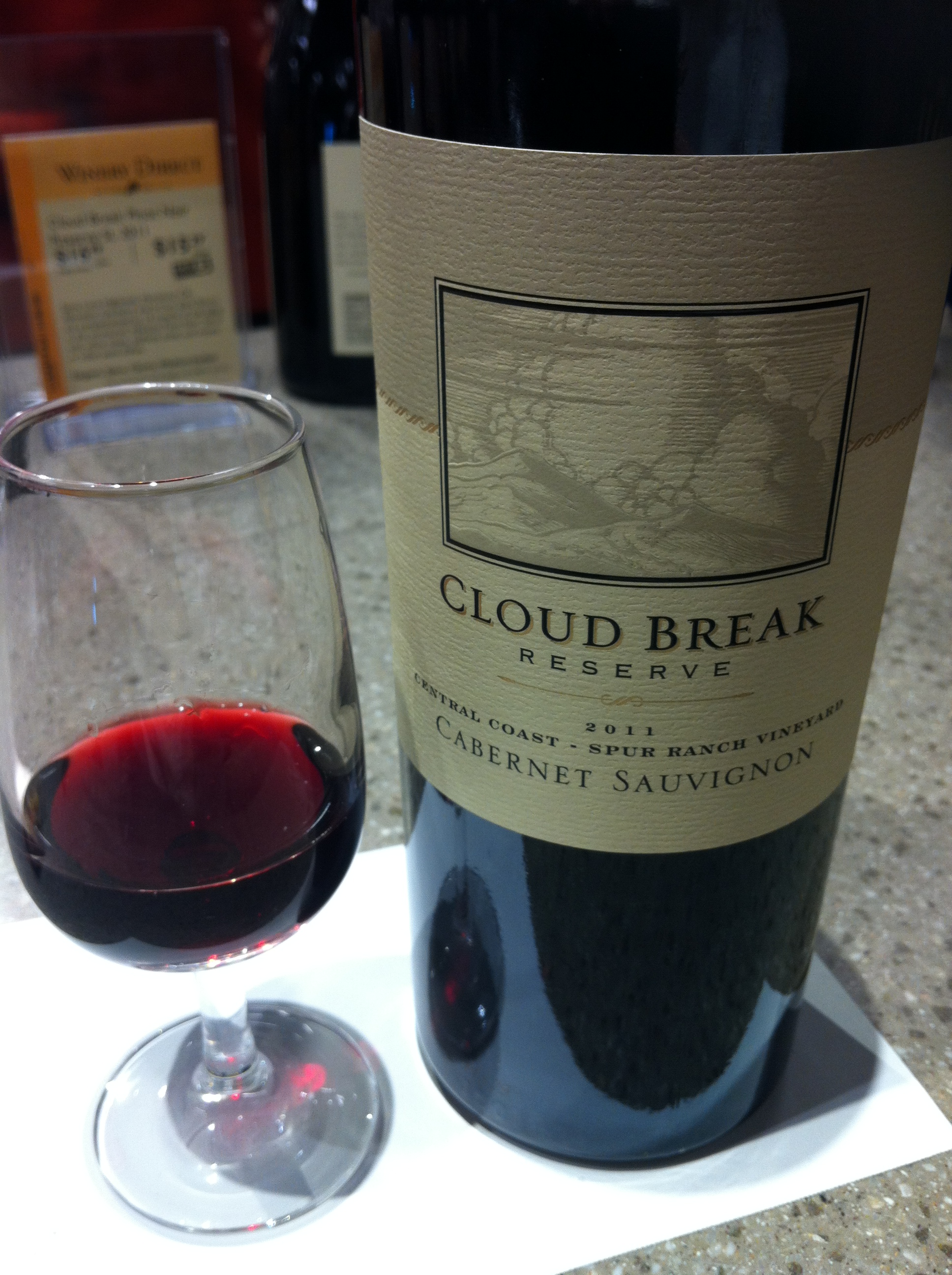
Kalifornijski cabernet sauvignon z apelacji Central Coast AVA.

Różnice stylu cabernet sauvignon pomiędzy regionami produkcji mają znaczenie przy dopasowywaniu wina do potraw. Cabernet sauvignon z tradycyjnych regionów produkcji, jak np. Bordeaux, ma nuty ziemiste (runo leśne, grzyby) i dobrze pasuje do dań z grzybów. Trawiaste nuty w winach z chłodniejszych regionów sprzyjają ich łączeniu z warzywami, zwłaszcza zielonymi. Wina z państw Nowego Świata, z bardziej wyrazistym smakiem owocowym, niemal słodkim nadają się jako uzupełnienie dań z bogatszą gamą smaków. Cabernet sauvignon jest dobrym winem do podawania z gorzką czekoladą, ale już nie ze słodszą, np. mleczną. Wino dobrze komponuje się z szeroką gamą serów, np. cheddarem, mozzarellą i brie, lecz smak serów o pełnym smaku i pleśniowych konkurowałby ze smakiem cabernet sauvignon zbyt mocno zamiast się uzupełniać.

## Korzyści zdrowotne
Pod koniec 2006 Federation of American Societies for Experimental Biology opublikowała wyniki badań przeprowadzonych w Icahn School of Medicine w Mount Sinai, które wskazały na zdolność resweratrolu, obecnego w czerwonych winach do obniżania czynników sprzyjających rozwojowi choroby Alzheimera. Badania wykazały, że resweratrol obecny w cabernet sauvignon może obniżyć liczbę beta-amyloidów, peptydów, które atakują komórki mózgu i są częścią etiologii choroby Alzheimera. Wykazano, że pozbawione alkoholu ekstrakty cabernet sauvignon chronią szczury cierpiące na nadciśnienie podczas leczenia niedokrwistości i reperfuzyjnego.